# Borne (Ardèche)
Pour les articles homonymes, voir Borne.
Borne est une commune française située dans le département de l'Ardèche, en région Auvergne-Rhône-Alpes.
Ses habitants sont appelés les Bourniquels.

## Géographie

### Situation
Borne se situe à 29 kilomètres de Langogne et 51 kilomètres d’Aubenas. Elle est comprise dans le département de l'Ardèche et dans la région Auvergne-Rhône-Alpes, non loin du département de la Lozère.

### Communes limitrophes
Borne est entourée de neuf communes, toutes situées dans le département de l'Ardèche, à savoir :
- Astet et La Souche, municipalités comprises dans l'ancien canton de Thueyts et appartenant à la communauté de communes Source de l'Ardèche ;
- Mayres, commune de l'ancien canton de Thueyts et membre de la communauté de communes des Grands Serres ;
- Valgorge et Loubaresse, localités sises dans l'ancien canton de Valgorge et associées par la communauté de communes du Pays Beaume-Drobie ;
- Sablières, village compris dans l'ancien canton de Joyeuse et appartenant à la communauté de communes Cévennes et Vivaroises ;
- Montselgues, village situé dans l'ancien canton de Valgorge et membre de la communauté de communes Cévennes et Vivaroises ;
- Saint-Laurent-les-Bains-Laval-d'Aurelle et Saint-Étienne-de-Lugdarès, municipalités comprises dans l'ancien canton de Saint-Étienne-de-Lugdarès et appartenant à la même communauté de communes que Borne, à savoir celle nommée Cévenne et Montagne ardéchoises.

Elles sont réparties géographiquement de la manière suivante :

### Géologie et relief
Borne possède sur son territoire communal le point culminant du massif du Tanargue, le Grand Tanargue, qui culmine à 1 511 mètres. La commune comprend aussi en son sein une partie du serre de la Croix de Bauzon.

### Hydrographie
Le cours d'eau la Borne et la rivière de Lichechaude sont les principaux cours d'eau qui traversent la commune de Borne.

### Climat
Pour des articles plus généraux, voir Climat d'Auvergne-Rhône-Alpes et Climat de l'Ardèche.
En 2010, le climat de la commune est de type climat de montagne, selon une étude du CNRS s'appuyant sur une série de données couvrant la période 1971-2000. En 2020, Météo-France publie une typologie des climats de la France métropolitaine dans laquelle la commune est exposée à un climat de montagne ou de marges de montagne et est dans la région climatique Sud-est du Massif Central, caractérisée par une pluviométrie annuelle de 1 000 à 1 500 mm, minimale en été, maximale en automne.
Pour la période 1971-2000, la température annuelle moyenne est de 8,6 °C, avec une amplitude thermique annuelle de 16 °C. Le cumul annuel moyen de précipitations est de 1 745 mm, avec 10,1 jours de précipitations en janvier et 5,7 jours en juillet. Pour la période 1991-2020, la température moyenne annuelle observée sur la station météorologique de Météo-France la plus proche, sur la commune de Loubaresse à 3 km à vol d'oiseau, est de 8,2 °C et le cumul annuel moyen de précipitations est de 2 058,0 mm,. Pour l'avenir, les paramètres climatiques de la commune estimés pour 2050 selon différents scénarios d'émission de gaz à effet de serre sont consultables sur un site dédié publié par Météo-France en novembre 2022.

## Urbanisme

### Typologie
Au 1er janvier 2024, Borne est catégorisée commune rurale à habitat très dispersé, selon la nouvelle grille communale de densité à 7 niveaux définie par l'Insee en 2022.
Elle est située hors unité urbaine et hors attraction des villes,.

### Occupation des sols
L'occupation des sols de la commune, telle qu'elle ressort de la base de données européenne d’occupation biophysique des sols Corine Land Cover (CLC), est marquée par l'importance des forêts et milieux semi-naturels (99,2 % en 2018), une proportion identique à celle de 1990 (99,2 %). La répartition détaillée en 2018 est la suivante : 
forêts (64,2 %), milieux à végétation arbustive et/ou herbacée (35 %), prairies (0,8 %).
L'évolution de l’occupation des sols de la commune et de ses infrastructures peut être observée sur les différentes représentations cartographiques du territoire : la carte de Cassini (XVIIIe siècle), la carte d'état-major (1820-1866) et les cartes ou photos aériennes de l'IGN pour la période actuelle (1950 à aujourd'hui).

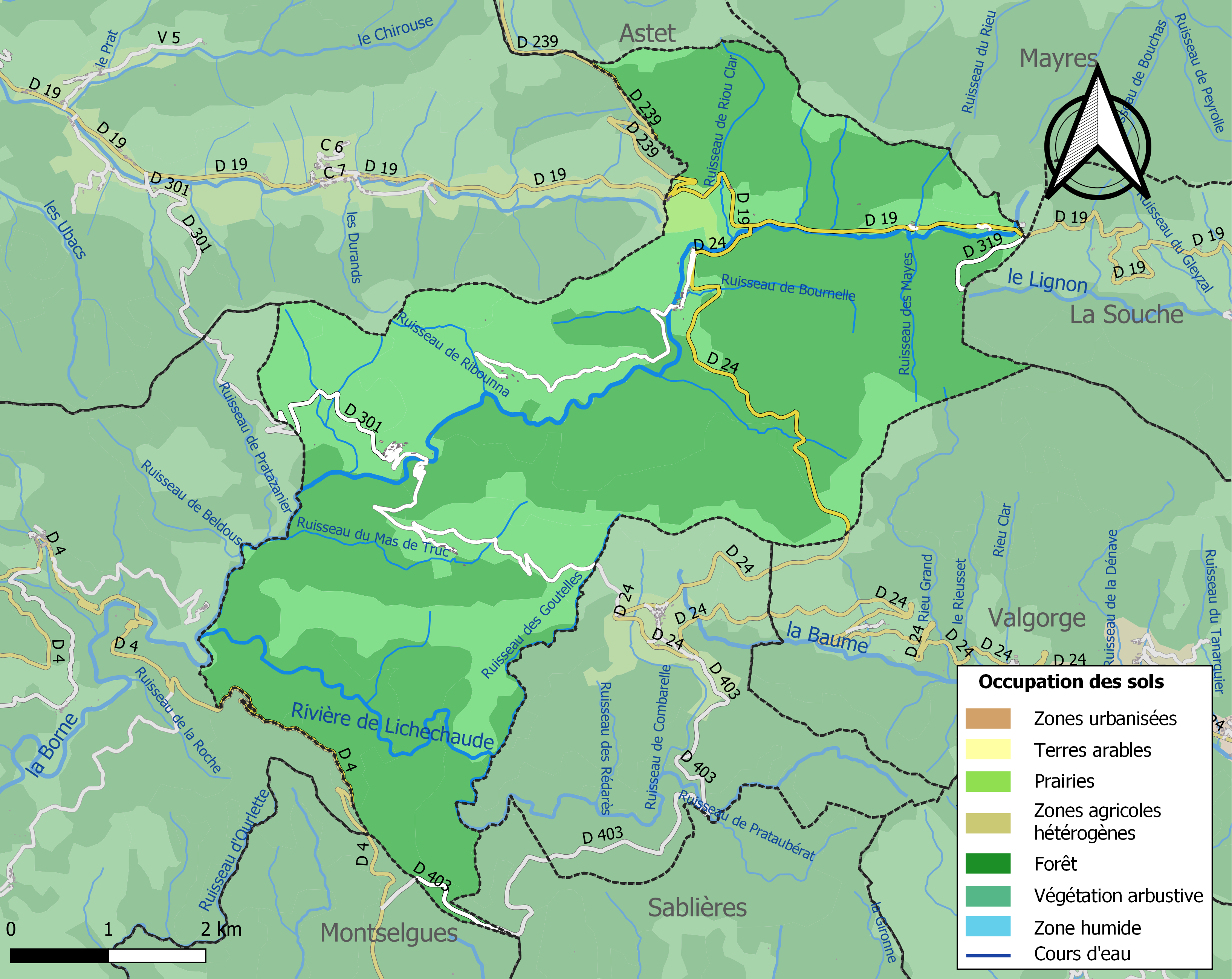
Carte des infrastructures et de l'occupation des sols de la commune en 2018 (CLC).

## Toponymie
Du mot pré-latin, Borna (« trou, source »), sans doute d'origine gauloise.

## Histoire
Lors de l'épidémie de peste de 1721, l'abbaye des Chambons fut contaminée et fit l'objet d'un blocus sanitaire.
Au XVIIIe siècle, la seigneurie de Borne appartenait à la famille Troupel de Borne qui résidait à Huédour. Le 18 octobre 1746, Jean-Baptiste de Borne épousa Rose Boutavin de Mortesagne, sœur du curé-prieur en exercice. Jean-Baptiste est décédé le 14 novembre 1753 et son fils, Alexis de Borne, dernier porteur du nom est mort à l'âge de 21 ans le 16 octobre 1768.
de 1723 à 1742, le curé prieur de Borne était Jean Durand, devenu ensuite curé de Lespéron et official de Pradelles.

de 1742 à 1752, c'est Pierre Boutavin de Mortesagne qui était curé de Borne. Il était frère du curé de Pradelles et de "l'abbé de Mortesagne" qui fut un des premiers volcanologues du Vivarais.
La révolution de 1848 est bien accueillie à Borne. Le maire était très contesté, et les habitants profitent de la période de changement pour en élire un nouveau sans attendre une nomination officielle. Au cours de l'élection, quelques personnes sont bastonnées.

## Politique et administration

### Liste des maires
| Période   | Période                   | Identité                    | Étiquette | Qualité     |
| --------- | ------------------------- | --------------------------- | --------- | ----------- |
| 1833      | mars 1848                 | François Brunel             |           |             |
| mars 1848 |                           | Jean Ranc                   |           |             |
| 1852      | 1862                      | Jean François Dubois        |           |             |
| 1863      | 1871                      | Romain Jean Baptiste Dubois |           |             |
| 1871      | 1878                      | Félix Couderc               |           |             |
| 1879      | 1880                      | Régis Ranc                  |           |             |
| 1881      | 1888                      | Jean Brunel                 |           |             |
| 1888      | 1892                      | Jean Antoine Gleyze         |           |             |
| 1893      | 1895                      | Régis Ranc                  |           |             |
| 1896      | 1899                      | Joseph Jouve                |           |             |
| 1900      | 1903                      | Baptiste Teyssier           |           |             |
| 1939      | 1945                      | Louis Ranc                  |           |             |
| 1946      | 1947                      | Cyprien Barbut              |           |             |
| 1953      | 1971                      | Louis Ranc                  |           |             |
|           | 1979                      | Joseph Barbut               |           |             |
| 1979      | mars 1983                 | André Gleyze                |           |             |
| mars 1983 | En cours (au 6 août 2020) | Thierry Champel,            | DVD       | Agriculteur |

## Population et société

### Démographie

#### Évolution démographique
Depuis le recensement de 1896, la population de Borne a été divisée par dix. Au cours du XXe siècle, la disparition d'emplois agricoles dans toute la région des Cévennes a provoqué un départ massif des habitants vers les grandes villes : Lyon, Marseille, Valence et Paris. Ce phénomène n'est donc pas propre à la commune et fut également amplifié par les deux guerres mondiales, amenant la localité de 433 habitants en 1896 à 31 en 1982. Depuis cette date, la population municipale retrouve néanmoins une certaine stabilité avec une quarantaine de résidents permanents et 45 habitants en 2022. La densité communale reste malgré tout extrêmement faible, aux alentours d'un habitant par kilomètre carré. L'ancien canton de Saint-Étienne-de-Lugdarès, auquel appartenait Borne, affiche la densité cantonale (6,3 hab./km2) la plus faible d'Ardèche et compte également parmi les plus basses de France métropolitaine.
| 1793 | 1800 | 1806 | 1821 | 1831 | 1836 | 1841 | 1846 | 1851 |
| ---- | ---- | ---- | ---- | ---- | ---- | ---- | ---- | ---- |
| 297  | 242  | 341  | 334  | 365  | 356  | 353  | 366  | 364  |

| 1856 | 1861 | 1866 | 1872 | 1876 | 1881 | 1886 | 1891 | 1896 |
| ---- | ---- | ---- | ---- | ---- | ---- | ---- | ---- | ---- |
| 371  | 391  | 400  | 426  | 378  | 391  | 430  | 418  | 433  |

| 1901 | 1906 | 1911 | 1921 | 1926 | 1931 | 1936 | 1946 | 1954 |
| ---- | ---- | ---- | ---- | ---- | ---- | ---- | ---- | ---- |
| 349  | 370  | 313  | 240  | 216  | 168  | 166  | 140  | 100  |

| 1962 | 1968 | 1975 | 1982 | 1990 | 1999 | 2005 | 2006 | 2010 |
| ---- | ---- | ---- | ---- | ---- | ---- | ---- | ---- | ---- |
| 89   | 66   | 39   | 31   | 42   | 41   | 40   | 40   | 40   |

| 2015 | 2020 | 2022 | - | - | - | - | - | - |
| ---- | ---- | ---- | - | - | - | - | - | - |
| 49   | 49   | 45   | - | - | - | - | - | - |

#### Pyramides des âges
En 2021, le taux de personnes d'un âge inférieur à 30 ans s'élève à 12,3 %, soit en dessous de la moyenne départementale (29,7 %). À l'inverse, le taux de personnes d'âge supérieur à 60 ans est de 63,3 % la même année, alors qu'il est de 32,8 % au niveau départemental.
En 2021, la commune comptait 21 hommes pour 26 femmes, soit un taux de 55,32 % de femmes, légèrement supérieur au taux départemental (51,22 %).
Les pyramides des âges de la commune et du département s'établissent comme suit :
| Hommes | Classe d’âge | Femmes |
| ------ | ------------ | ------ |
| 0,0    | 90 ou +      | 3,7    |
| 22,7   | 75-89 ans    | 11,1   |
| 45,5   | 60-74 ans    | 44,4   |
| 22,7   | 45-59 ans    | 11,1   |
| 4,5    | 30-44 ans    | 11,1   |
| 4,5    | 15-29 ans    | 11,1   |
| 0,0    | 0-14 ans     | 7,4    |

| Hommes | Classe d’âge | Femmes |
| ------ | ------------ | ------ |
| 1      | 90 ou +      | 2,5    |
| 9      | 75-89 ans    | 11,4   |
| 20,8   | 60-74 ans    | 21,1   |
| 21,2   | 45-59 ans    | 20,3   |
| 16,9   | 30-44 ans    | 16,5   |
| 14,2   | 15-29 ans    | 12,6   |
| 17     | 0-14 ans     | 15,6   |

### Enseignement
La commune est rattachée à l'académie de Grenoble.

### Médias
La commune de Borne est située dans la zone de distribution de deux organes locaux de la presse écrite :
- L'Hebdo de l'Ardèche

Il s'agit d'un journal hebdomadaire français basé à Valence et couvrant l'actualité de tout le département de l'Ardèche.
- Le Dauphiné libéré

Il s'agit d'un journal quotidien de la presse écrite française régionale distribué dans la plupart des départements de l'ancienne région Rhône-Alpes, notamment l'Ardèche. La commune est située dans la zone d'édition de Privas-Vallée du Rhône.

### Culte
La communauté catholique et l'église de Borne (propriété de la commune) est rattachée à la paroisse Notre-Dame de la Montagne, elle-même rattachée au diocèse de Viviers.

## Culture locale et patrimoine

### Lieux et monuments

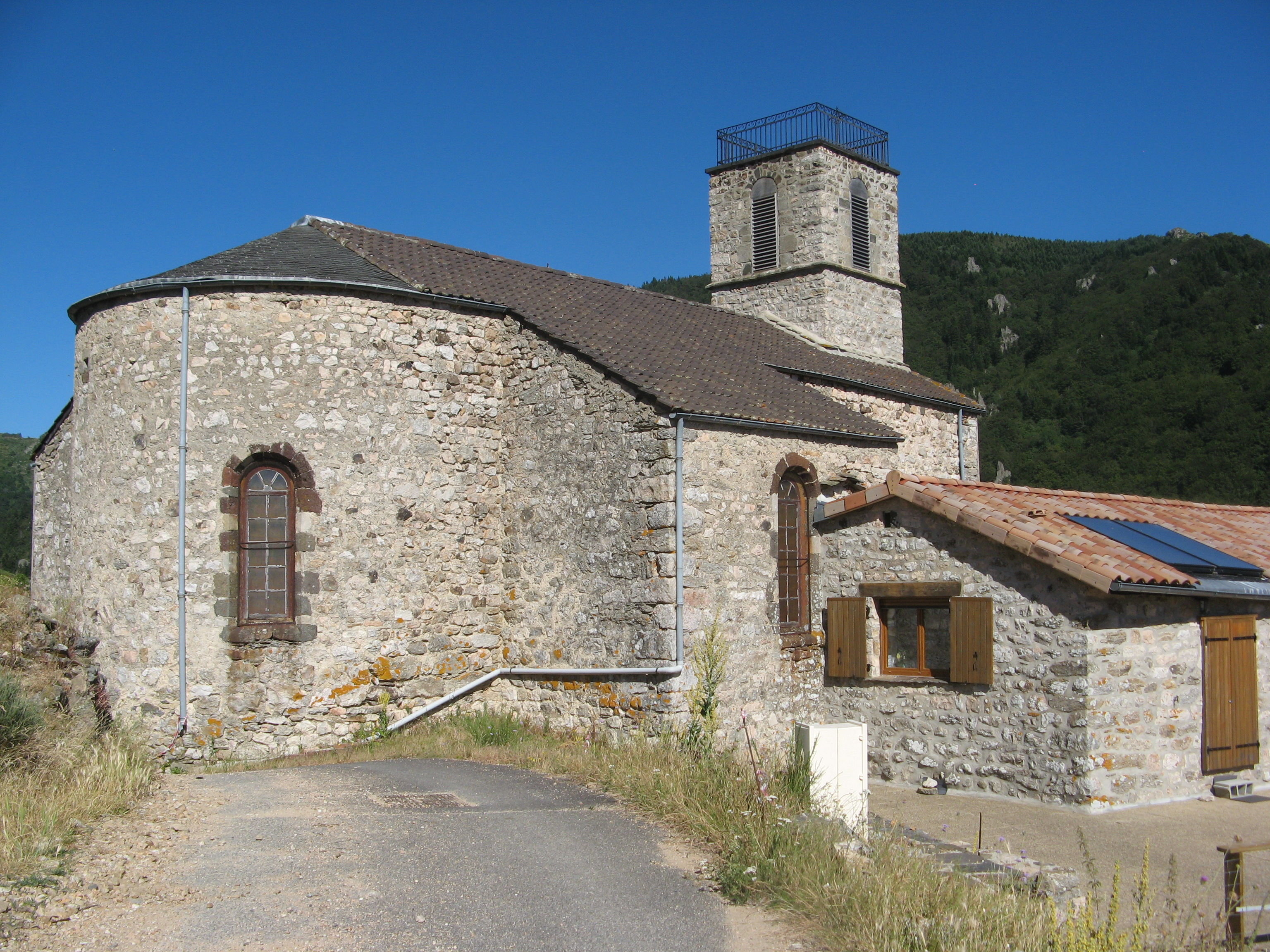
Église Saint-Sauveur.

- Vestiges d’un donjon médiéval. La tour, construite à flanc de falaise dominant le bourg castral, est mentionnée une première fois en 1153[19].
- Église Saint-Sauveur de Borne du XIXe siècle.
- Chapelle Notre Dame des Voyageurs du col du Bez.
- Abbaye des Chambons.
- Gorges de la Borne.
- Clocher de tourmente du mas de Truc.
- Col de la Croix de Bauzon et station de ski éponyme.

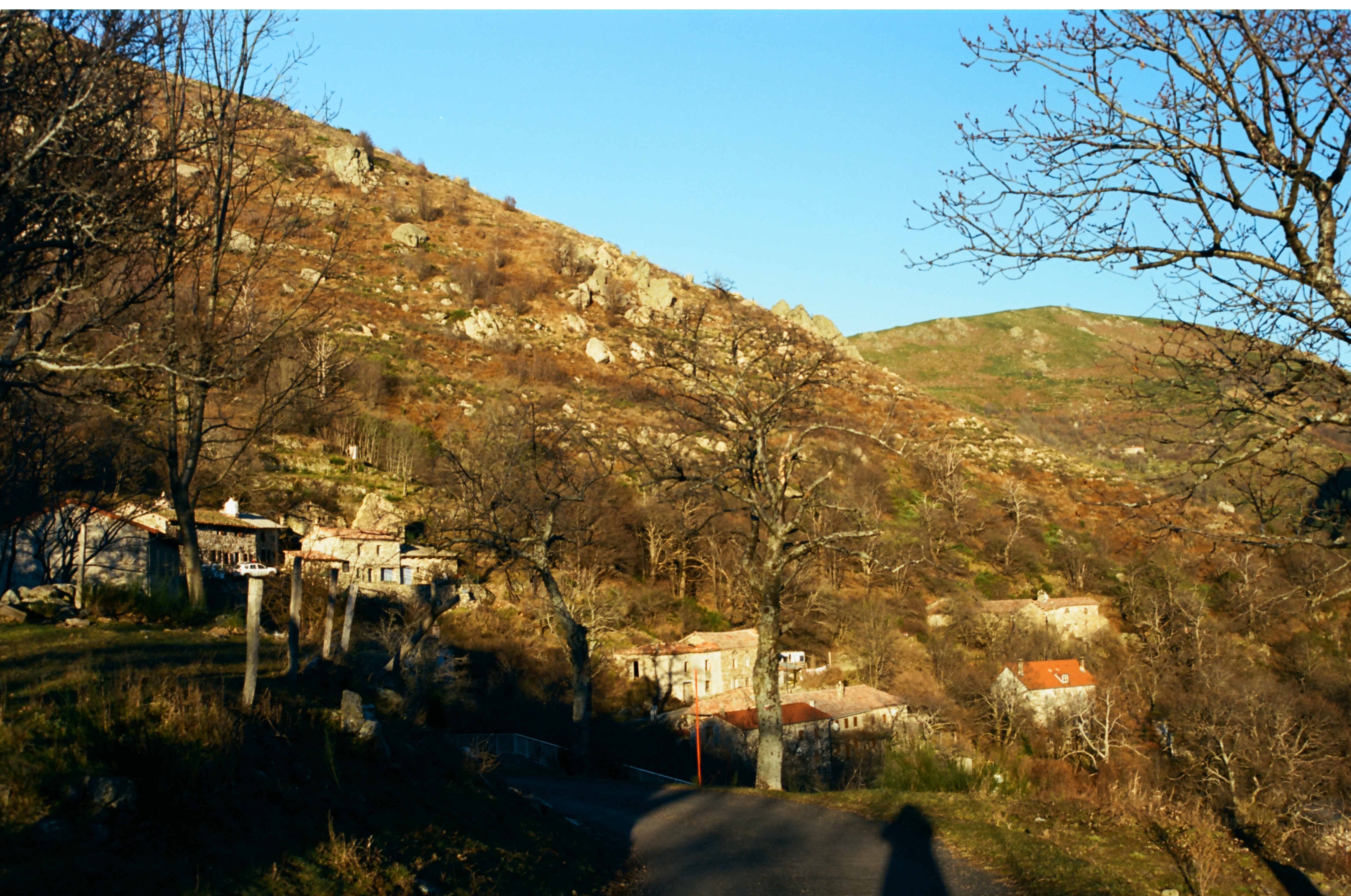
Vue du village.
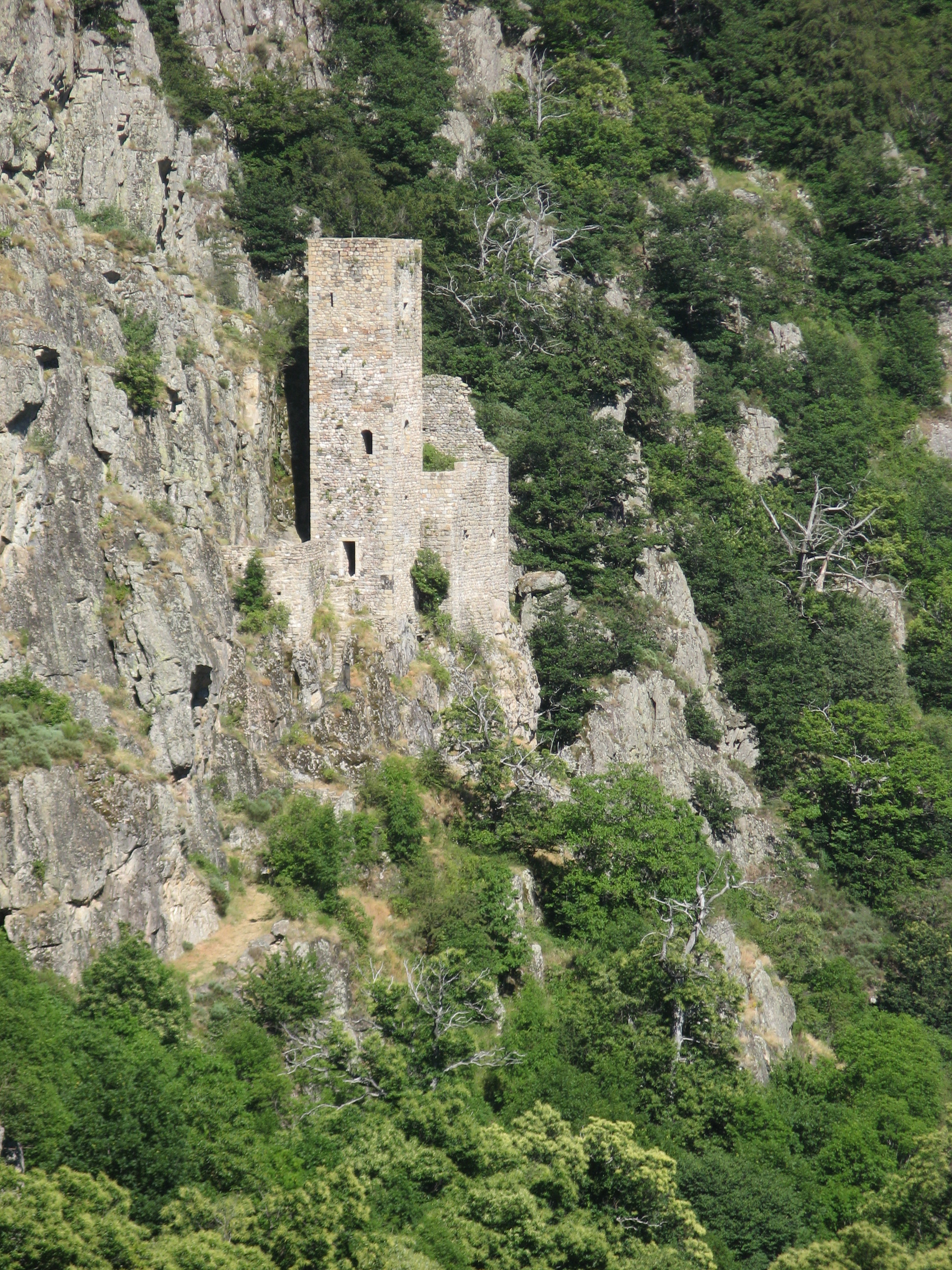
Tour médiévale.
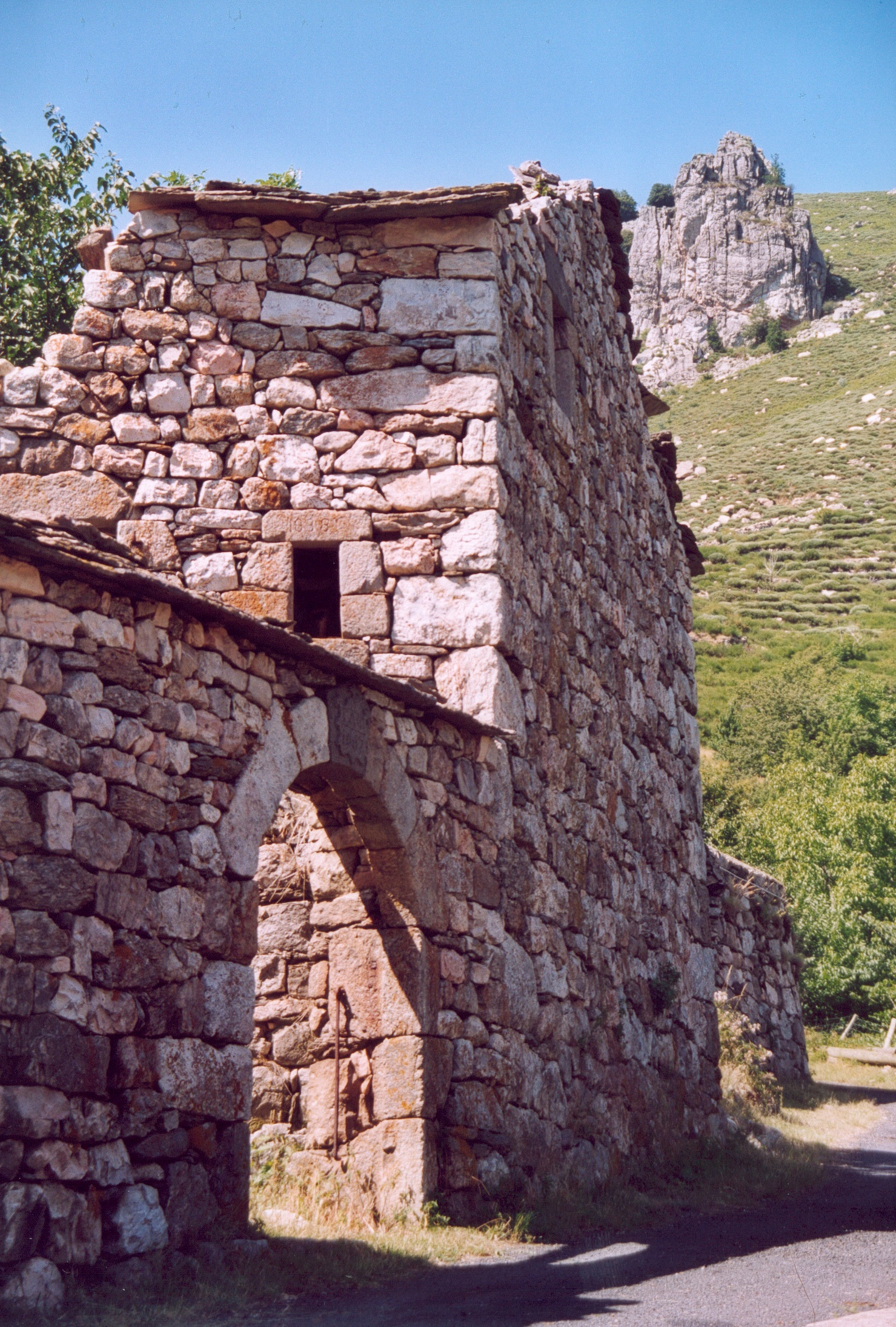
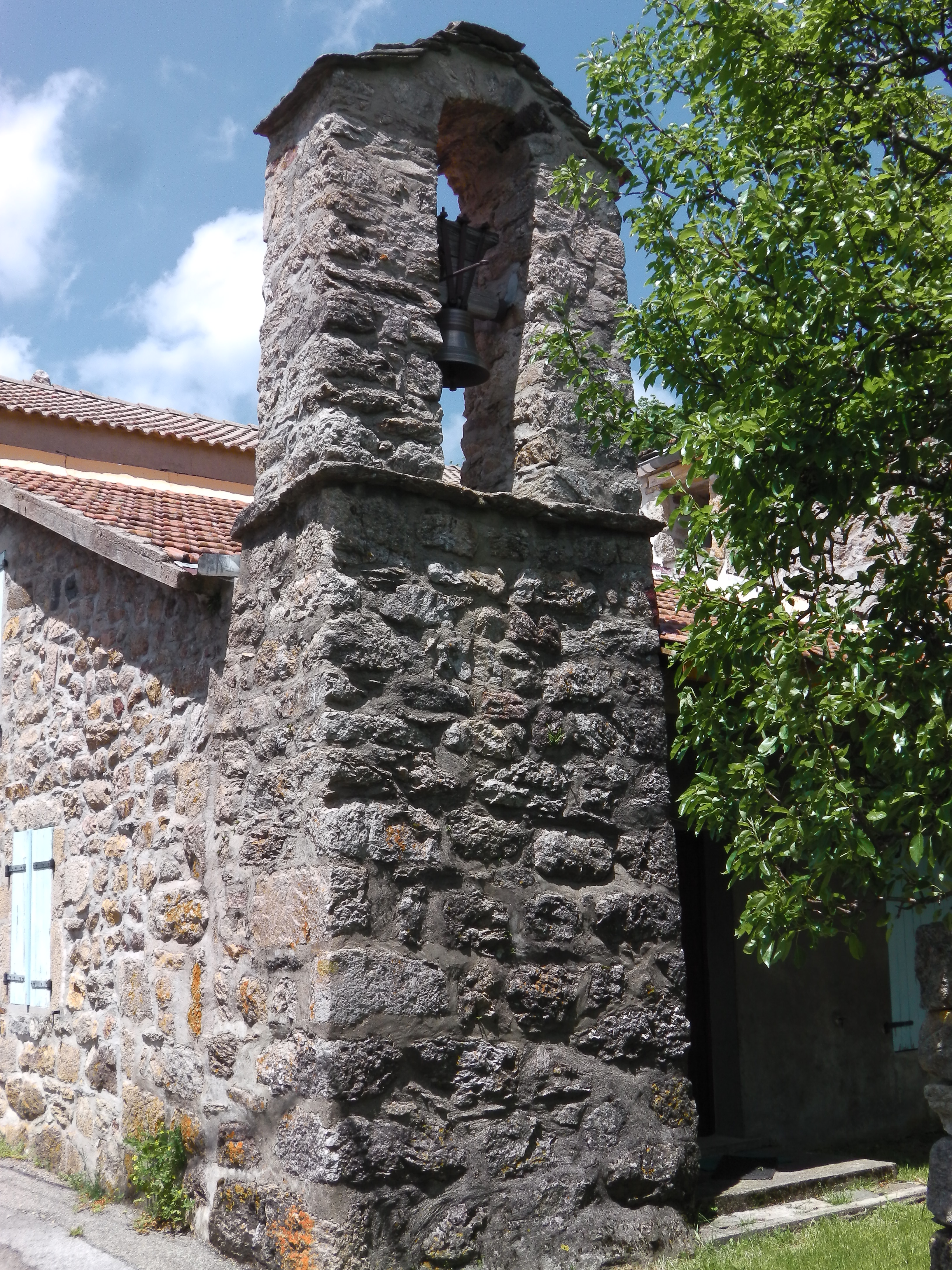
Le clocher de tourmente du mas de Truc.
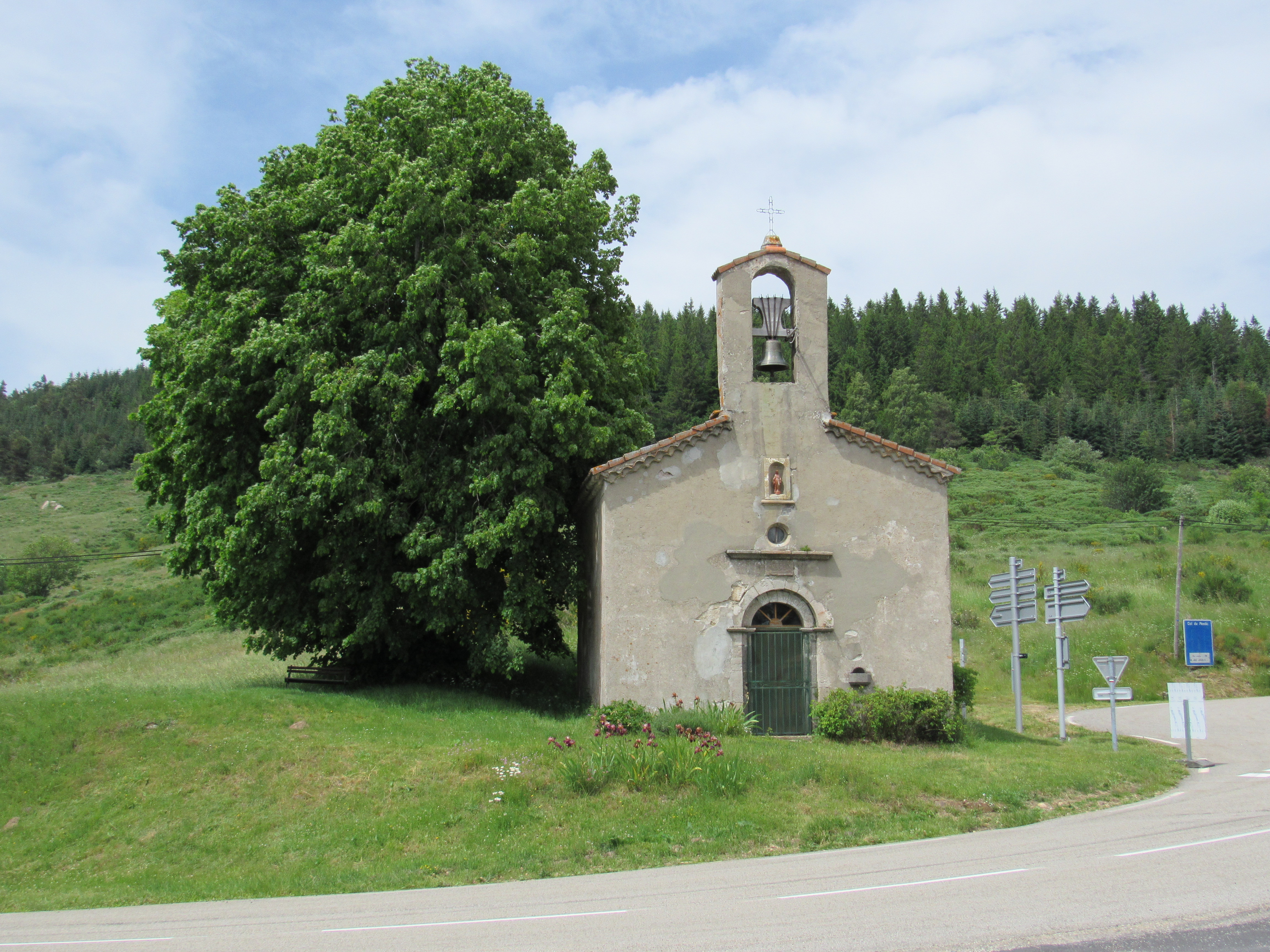
Chapelle Notre-Dame des Voyageurs

### Héraldique
| Blason de Borne | Blason  | D'or, à l'ours rampant de sable, armé et lampassé de gueules. |
| Blason de Borne | Détails | Ce blason est également celui des seigneurs originaires de ce village (de Borne). Cette famille chevaleresque est l'une des plus anciennes du Vivarais, elle était installée à Valvignères depuis le XVIe siècle, elle s'éteignit au XIXe siècle,. Les armes figurent à la salle des Croisades. Ces armes sont aussi utilisées par une autre famille par ordonnance du roi depuis le 18 août 1814,. Le statut officiel du blason reste à déterminer. |

### Cartes
1. ↑  IGN, « Évolution comparée de l'occupation des sols de la commune sur cartes anciennes », sur remonterletemps.ign.fr (consulté le 13 juillet 2023).